# Roman Čechmánek
Roman Čechmánek (n. 2 martie 1971, Chrudim, Pardubice, Cehia – d. 12 noiembrie 2023, Všemina⁠(d), Zlín, Cehia) a fost un jucător de hochei pe gheață ce a reprezentat Cehoslovacia, medaliat olimpic. A participat la 2 ediții ale Jocurilor Olimpice (1998, 2002) în care a câștigat o medalie de aur.